# Resource Description Framework
Resource Description Framework (RDF) er en mængde af specifikationer for en metadata-model, som ofte implementeres som en XML-applikation. RDF-specifikationerne vedligeholdes af World Wide Web Consortium (W3C).
RDF-metadatamodellen er funderet på tanken om at skabe udsagn om ressourcer i form af udtryk af subjekt-prædikat-typen; i RDF-terminologi kaldes dette en "tripel" (engelsk triple). Subjektet er ressourcen, dvs. den "ting" der beskrives, mens prædikatet er et træk eller aspekt ved ressourcen, som ofte udtrykker et forhold mellem subjekt og objekt. Objektet er aspektets værdi.
Dette værktøj til beskrivelse af ressourcer er en af grundstenene i W3C's bestræbelser på at skabe en semantisk web; herved forstås det stade i webbens udvikling hvor software kan lagre, udveksle og anvende metadata om enorme webressourcer og dermed sætte brugerne i stand til at håndtere disse ressourcer med større effektivitet og præcision. RDF's simple data model og mulighed for at modellere abstrakte begreber har også bidraget til dens fremtrædende betydning i applikationer til videnshåndtering uden relation til aktiviteterne omkring semantisk web.